# Live at Montreux (Album)
Live at Montreux ist ein Jazzalbum von Sun Ra & His Cosmo Swing Arkestra. Die am 9. Juli 1976 auf dem Montreux Jazz Festival in Montreux entstandenen Aufnahmen erschienen 1976 als Doppelalbum auf Saturn Research und 1977 auf Inner City Records. 2003 wurde das Album bei Universe/Akarma und P-Vine als Compact Disc wiederveröffentlicht.

## Hintergrund
Der Mitschnitt Live at Montreux entstand im Rahmen der vierten Europatournee von Sun Ra und seinem Arkestra, bei der auch die Alben Unity (Horo) auf dem Festival d'été de Châteauvallon und im Studio in Paris Cosmos (Cobra/Buda) eingespielt wurden. Claude Nobs, der Gründer des Festivals in Montreux, ließ dort alle Konzerte aufzeichnen. Das Orchester trat dort als Großformation mit den Tänzerinnen Judith Holton und Cheryl Banks und zwei Tänzern auf.
In der Universe-Edition wurden unerklärlicherweise die letzten vier Minuten von On Sound Infinity Spheres ausgeblendet, die wiederum auf der P-Vine-Edition vorhanden sind.

## Titelliste
- Sun Ra & His Cosmo Swing Arkestra: Live at Montreux (Saturn Research MS 87976, Inner City 1039)[4]

A1 For the Sunrise 2:00

A2 Of the Other Tomorrow 7:43

A3 From Out Where Others Dwell 13:25

B1 The House of Eternal Being 9:36

B2 God of the Thunder Realm 7:28

B3 Lights on a Satellite 4:38

C1 Piano Intro 3:50

C2 Take the “A” Train (Billy Strayhorn) 7:50

D1 Prelude 3:12

D2 El Is the Sound of Joy 8:56

D3 Encore 1 1:44

D4 Encore 2 2:28

D5 We Travel the Spaceways 4:12
Wenn nicht anders vermerkt, stammen die Kompositionen von Sun Ra.

## Rezeption
Sean Westergaard verlieh dem Album in AllMusic vier Sterne und schrieb, ein vollständiges 20-köpfiges Arkestra (plus Tänzern) habe einen typischen freilaufenden Arkestra-Auftritt geboten. Von Take the “A” Train (mit einem großartigen Solo von Marshall Allen) über das Gospel-beeinflusste El Is a Sound of Joy bis hin zum fast exotischen Lights on a Satellite und dem freien und rauen Gods of the Thunder Realm und weiter zu We Travel the Spaceways decke das Arkestra in diesem Mitschnitt so viel musikalisches Terrain ab, wie man es von einer Live-Show von Sun Ra erwarten würde. Dieser könne als ein weiterer Klassiker in einer riesigen Diskographie gelten.
John Diliberto (Echoes.org) schrieb, dieses Album werde vielleicht übersehen, aber es sei ein [wichtiges] Album des Übergangs, auf dem Sun Ra begann, Swing-Musik wieder in sein Repertoire aufzunehmen. Neben Tracks wie On Sound Infinity Spheres spiele er auch eine dröhnende Version von Billy Strayhorns Take the “A” Train.
Nach Ansicht von Richard Cook und Brian Morton, die das Album in The Penguin Guide to Jazz mit dreieinhalb Sternen auszeichneten, sei dies ein großartiger Livemitschnitt, auch wenn es einige [nicht geglückte] editorische Eingriffe und eine unerwartete Ausblende kurz vor dem Ende von On Sound Infinity Spheres gebe. Doch der in der Schweiz gezeigte Auftritt sei dem einige Jahre später auf hat ART veröffentlichten Mitschnitt Sunrise in Different Dimensions weit überlegen. Live at Montreux enthalte zwar viel Standardkost, alles davon in Richtung des bekannten We Travel the Spaceways am Ende strebend, aber das Arkestra schaffe es immerhin, auf dem Weg Take the “A” Train zu integrieren. Das Ganze beginne mit einer großartigen Klaviereinleitung Sun Ras und enthalte ein hervorragendes Altsaxophonsolo von Marshall Allen. House of Eternal Being und das wilde Gods of the Thunder Realm seien die Höhepunkte eines wirklich guten Livemitschnitts.
Sean Kitching schrieb in The Quietus, Live at Montreux sei für sich genommen brillant. Die Version von Billy Strayhorns Take the “A” Train, mit Sun Ras ausgedehnter Klaviereinführung, die das Publikum necke, indem sie Ausschnitte der Melodie in einen aufregend chaotischen Sturm von Tönen einfüge, sei ein perfektes Beispiel dafür, wie man einen Standard nimmt und ihn dennoch zu einer einzigartigen Aussage über die Absicht eines einzelnen Musikers mache. Ein weiterer Höhepunkt sei John Gilmores glühendem, transzendentem Solo.